# Pearl Kendrick

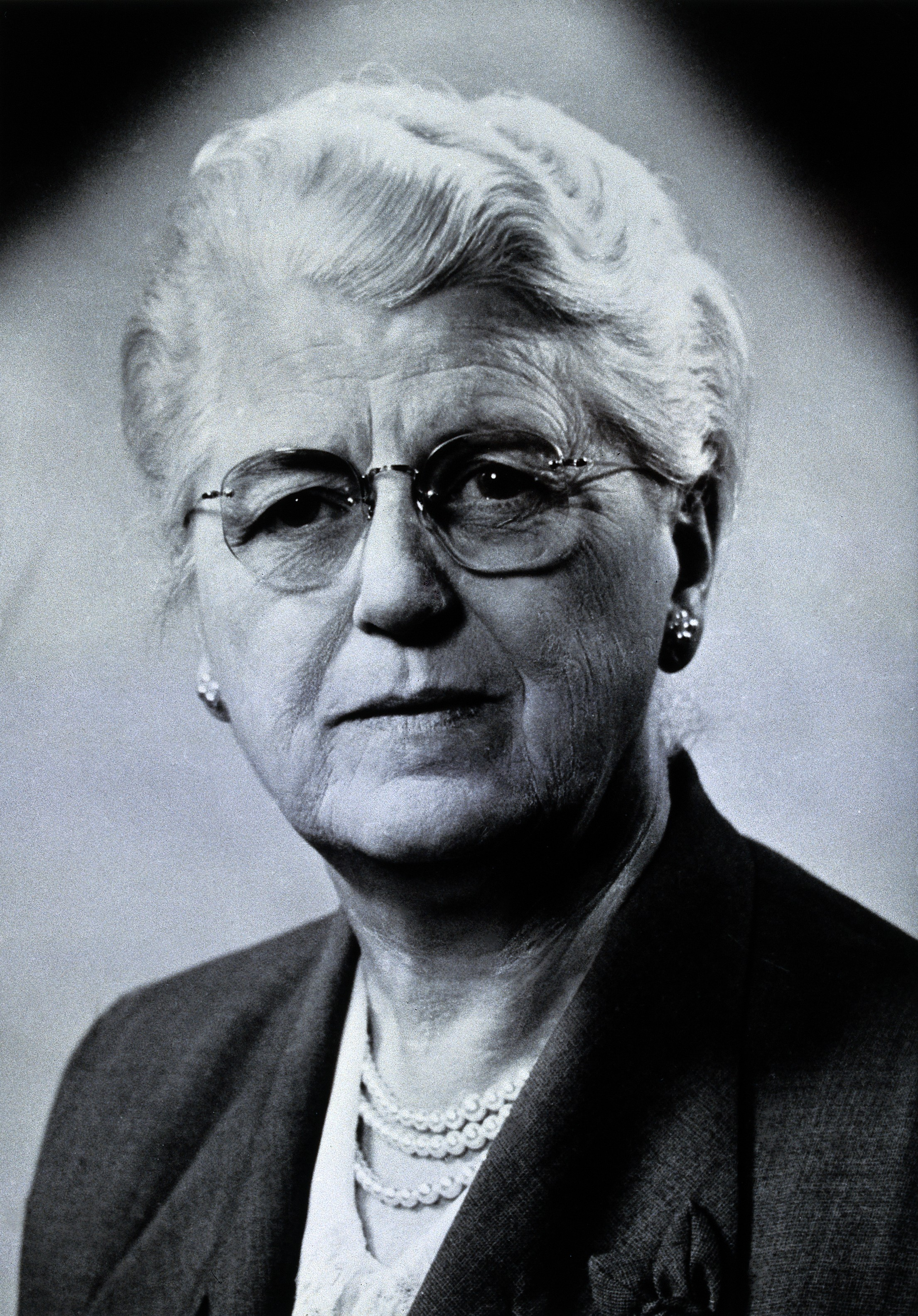
Pearl Kendrick

Pearl Louella Kendrick (Wheaton (Illinois), 24 augustus 1890 – Grand Rapids (Michigan), 8 oktober 1980) was een Amerikaanse bacteriologe die samen met Grace Eldering een vaccin ontwikkelde tegen kinkhoest.

## Levensloop
Als kind had Pearl Kendrick kinkhoest. In 1932 studeerde ze af aan de Johns Hopkins-universiteit. Na haar studie ging ze werken bij de Western Michigan Branch Laboratory van het Michigan Department of Health, waar ze Grace Eldering leerde kennen. Later werd het duo vervoegd met de laborante Loney Gordon.
Door het uitbreken van de Tweede Wereldoorlog kwam hun onderzoek naar een vaccin tegen kinkhoest in gedrang. Dankzij de steun van presidentsvrouw Eleanor Roosevelt kon het onderzoek worden verdergezet. Na het analyseren van de gegevens die gedurende bijna drie jaar uit de onderzoeken waren verzameld, werd uiteindelijk een succesvol vaccin op de markt gebracht. Het team ontwikkelde nadien het DTP-vaccin, een vaccin tegen difterie, tetanus en kinkhoest.
In 1951 stopte ze haar werk als onderzoeker en gaf les aan de Universiteit van Michigan. In 1960 ging ze met pensioen. Ze werd negentig jaar.
- Library of Congress Control Number: no2016032326
- Virtual International Authority File: 194145857894123020897
- WorldCat: E39PBJxt4qPPg3vdyWVF8F48YP